# Schadenspotential
Als Schadenspotenzial werden im Risikomanagement allgemein Werte in einem abgegrenzten Untersuchungsraum bezeichnet, die potenziell von einem definierten Naturereignis (z. B. Hochwasser, Tsunami, Erdbeben,..) betroffen werden könnten und als schadensanfällig anzusehen sind; über den Schadensumfang an diesen Werten ist damit noch nichts Eindeutiges ausgesagt.
Das Konzept wurde vielmehr eingeführt, um eine Basis für die Abschätzung von Schäden durch derartige Naturereignisse in Abhängigkeit von den Ereignischarakteristika (Stärke, Dauer, räumliche Ausdehnung usw.) zu schaffen und dabei die maximale Obergrenze der Betroffenheit abschätzen zu können.
Betroffen werden von einem Naturereignis stets Personen und Gegenstände (Wohngebäude, Nicht-Wohngebäude, Infrastrukturanlagen und -Einrichtungen, Kraftfahrzeuge usw.). Diese im Raum vorhandenen Gegenstände nennt man „Bestandswerte“. Soweit sich für diese ein Wert (z. B. in Geldgrößen) angeben lässt, spricht man beim vorhandenen Inventar in einem solchen Untersuchungsraum auch von den „Wertbeständen“; dies können im weiteren Sinne auch Kulturgüter, Umweltgüter usw. sein.

## Ermittlung
Zur Bestimmung des maximalen Schadenspotenzials benötigt man exakt beschriebene und eindeutig verständliche Annahmen über Ereignischarakteristika, Szenarien der Gegebenheiten im Untersuchungsraum und des Ereignisablaufs (landläufig als „Katastrophenszenarien“ bezeichnet).
Für einzelne Kombinationen der Ereignischarakteristika, Annahmen und Szenarioausprägungen lassen sich dann durch Einsatz geeigneter Modelle Abschätzungen als Wenn-Dann-Aussagen über den Schadensumfang ermitteln.

## Konzepte
Die unterschiedlichen Konzepte und Begriffe werden häufig verwechselt, insbesondere
- das Schadenspotenzial einerseits und
- der Maximalschaden (jeweils beim gleichen definierten Ereignis) andererseits, mitunter aber auch andere Konzepte wie der
- Schaden ex post (bei/nach einem Einzelereignis)
- Schaden ex ante (für ein definiertes Ereignis entsprechend Schätzung oder Simulation)
- Schadenserwartungswert (als Integral aller Einzelschäden bis zum Extremereignis).

Die genannten Schadenskonzepte sind stets deutlich voneinander zu unterscheiden.

## Abgrenzungen
Im Umgang mit dem Begriff des Schadenspotenzials ist weiterhin auch zu beachten, dass dieses in unterschiedlich breiter Abgrenzung benutzt wird wie folgt:
- im aller-engsten Sinne umfasst es nur die ökonomischen, in Geldgrößen erfassbaren Vermögensbestände (stocks)
- in etwas weiterer Fassung zusätzlich auch die ökonomischen, in Geldgrößen erfassbaren Wertschöpfungsströme (flows)
- in nächster Erweiterung wird die Gefährdung von Leib und Leben einbezogen (Anzahl Betroffener, meist ohne Bewertung in Geldgrößen)
- darüber hinaus können dann auch die in Geldgrößen nicht fassbaren Vermögensteile (meist als die intangiblen Werte zusammengefasst) mit betrachtet werden
- In breitester Fassung werden auch andere Schäden bzw. Schadenskosten einbezogen, insbesondere für Katastropheneinsatz, Schadensbeseitigung, Schadensausgleich usw.